# Pactul internațional pentru drepturile economice, sociale și culturale
Pactul internațional pentru drepturile economice, sociale și culturale (ICESCR) este un tratat multilateral adoptat de Adunarea Generală a Națiunilor Unite la 16 decembrie 1966 prin intermediul GA. Rezoluția 2200A (XXI) și a intrat în vigoare începând cu 3 ianuarie 1976. Își angajează părțile să lucreze pentru acordarea drepturilor economice, sociale și culturale (ESCR) către teritorii și persoane care nu sunt autonome, inclusiv drepturile la muncă și dreptul la sănătate, dreptul la educație și dreptul la un nivel de trai adecvat. În ianuarie 2020, Pactul are 170 de părți. Alte patru țări, inclusiv Statele Unite, au semnat, dar nu au ratificat Pactul.
ICESCR (și Protocolul său opțional) face parte din proiectul de lege internațional pentru drepturile omului, împreună cu Declarația universală a drepturilor omului (DUDH) și Pactul internațional pentru drepturile civile și politice (ICCPR), inclusiv primul și al doilea protocoale opționale.
Pactul este monitorizat de Comitetul ONU pentru drepturile economice, sociale și culturale.

## Legături externe
- „International Covenant on Economic, Social and Cultural Rights (ICESCR)”. Office of the United Nations High Commissioner for Human Rights. Accesat în 23 martie 2013.
- List of parties, UNTC
- Committee on Economic, Social and Cultural Rights, the Convention's monitoring body
- International Network for Economic, Social and Cultural Rights
- "Rights and Value: Construing the International Covenant on Economic, Social and Cultural Rights as Civil Commons" Arhivat în 15 martie 2014, la Wayback Machine. by G. Baruchello & R.L. Johnstone, Studies in Social Justice, Vol 5, No 1 (2011): Special Issue: Life Value and Social Justice, 91–125
- Procedural history note and audiovisual material on the International Covenant on Economic, Social and Cultural Rights in the Historic Archives of the United Nations Audiovisual Library of International Law